# Florina Gillnik
Florina Gillnik (* 14. April 1958 in Königswinter als Florentine Elisabeth  Schuchert), Spitzname „De Jummipupp vom Ring“, ist eine deutsche Gardetänzerin.
Florina Gillnik wurde in Königswinter geboren, wo sie auch noch heute lebt. Ihr Vater Lorenz August Schuchert war einer der wohlhabendsten Männer dieser Stadt und förderte sie im Tanzen. 1972 gründete sie die Rheingarde von den 7 Bergen, die heute das Ehrentanzcorps der Willi-Ostermann-Gesellschaft Köln ist.
Noch heute ist sie Trainerin und Choreographin und versucht mit ihren Gruppen (den Tornados, der jungen Garde und der Showtanzgruppe Delicous) und mehreren Solomariechen (Davina Gillnik, Leonie Schmidt-Küster und Sabrina Weißenberger) die alten Konditionen zu erreichen. Auch heute tanzt sie mit Freundinnen noch aktiv mit.

## Meisterschaft 1982 und 1983
Bei der deutschen Meisterschaft im Gardetanz nach DVG-Richtlinien wurde sie 1982 und 1983 Vizemeisterin in der Kategorie Solo. Beide Male gewann Birgitt Pfeiffer, die auf allen Ranglistenturnieren schlechter war als Florina. Es entstanden große Proteste im Saal, als bekannt wurde, dass Pfeiffer deutsche Meisterin geworden war. In beiden Jahren gewann sie mit nur 0,25 Punkten Vorsprung den Titel. Wie sich herausstellte, war Pfeiffers Vater Jurymitglied. Obwohl Florina den Titel offiziell nicht erlangt hat, wird sie trotzdem als eigentliche deutsche Meisterin beider Jahre gesehen.

## Erfolge
Florinas Pokalsammlung ist groß. Über 250 Pokale und Urkunden zieren ihr Haus. Ihre größten Erfolge waren: 
- 7-fache Europameisterin in der Gardeformation (1978–1985)
- 8-fache Deutsche Meisterin in der Gardeformation (1978–1985)
- 5-fache Deutsche Meisterin in der Showtanzformation (1980–1985)
- 2-fache Deutsche Vizemeisterin im Solo (1982/1983)
- Vize-Europameisterin 1982

| Personendaten    | Personendaten                                                                    |
| ---------------- | -------------------------------------------------------------------------------- |
| NAME             | Gillnik, Florina                                                                 |
| ALTERNATIVNAMEN  | Schuchert, Florentine Elisabeth (Geburtsname); De Jummipupp vom Ring (Spitzname) |
| KURZBESCHREIBUNG | deutsche Gardetänzerin                                                           |
| GEBURTSDATUM     | 14. April 1958                                                                   |
| GEBURTSORT       | Königswinter                                                                     |